# Dam
Dam — компьютерная шашечная программа (международные шашки). Разработчик Harm Jetten (Нидерланды), одна из старейших шашечных программ.

## История
- 1987—1990 DAM 0.0, 1.0, 1.1, 1.2 для компьютера Atari ST
- 1991—1994 DAM 1.3 для компьютеров Atari ST и TT
- 1995—1996 DAM 2.0, 2.1 для персональных компьютеров (16-bit, Windows 3.1x/95)
- 1997 DAM 2.2 для персональных компьютеров (32-bit, Windows 95/NT4)
- 1999, 18 мая, версия 2.2.7.

Позднее происходил только перевод интерфейса на другие языки.
Лучшая шашечная Freeware программа, играющая в международные шашки.
Спортивные достижения — Dam 2.2 — дважды победитель Computer Olympiad, Draughts (2002, 2007), серебро (2003), бронза (2006). Dam 1.3 — серебро 3-х Computer Olympiad, Draughts (1991) 
Участник Чемпионат Нидерландов по международным шашкам среди компьютерных программ (2007)